# آمبرواز
آمبرواز (L'Estoire de la guerre sainte; ۱ ژانویهٔ ۱۲۰۰ – ۱ ژانویهٔ ۱۱۰۱) نویسنده، شاعر، و تاریخ‌نگار صلیبی فرانسوی و سراینده تاریخی منظوم استوریه دلا گر سانت (تاریخ جهاد مقدس) دربارهٔ جنگ صلیبی سوم است. این منظومه در قالب قصیده، با بیش از ۱۲هزار سطر و به زبان فرانسوی قدیم سروده شده‌است. سروده‌های آمبرواز یکی از معتبرترین منابع دست اول برای نبردهای ریچارد اول پادشاه انگلستان نیز هست. در واقع، در این اشعار دیدگاه و عقیده یک مرد جنگجوی صلیبی پرهیزکاری را ارائه می‌دهد و ریچارد و ارل روبرت پادشاه لسیستر قهرمانان بزرگ آن هستند.
این اثر به سرگذشت سومین لشکرکشی صلیبی به شرق و احوال و وضعیت‌ها صلیبی‌ها اختصاص دارد. با وجود این، از حوادث و وقایع ما قبل آن نیز آگاهی می‌دهد. به‌علاوه، این منظومه مخاطب را با اعمالی نظیر انواع مهارت‌های جنگی، شجاعت، روحیه و اخلاق جنگجویان در اردوگاه صلیبی آشنا می‌کند.